# Kütahya (province)
La province de Kütahya est une des 81 provinces (en turc : il, au singulier, et iller au pluriel) de la Turquie.
Sa préfecture (en turc : valiliği) se trouve dans la ville éponyme de Kütahya.

## Géographie
Sa superficie est de 11 977 km2.

## Population
En 2013, la province était peuplée d'environ 572 059 habitants, soit une densité de population d'environ 48 hab./km2.
| 2000    | 2001    | 2002    | 2003    | 2004    | 2005    | 2006    | 2007    | 2008    |
| ------- | ------- | ------- | ------- | ------- | ------- | ------- | ------- | ------- |
| 592 921 | 592 607 | 591 405 | 589 883 | 588 464 | 587 092 | 585 666 | 583 910 | 565 884 |

| 2009    | 2010    | 2011    | 2012    | 2013    | 2014    | 2015    | 2016    | 2017    |
| ------- | ------- | ------- | ------- | ------- | ------- | ------- | ------- | ------- |
| 571 804 | 590 496 | 564 264 | 573 421 | 572 059 | 571 554 | 571 463 | 573 642 | 572 256 |

| 2018    | 2019    | 2020    | 2021    | 2022    | 2023    | - | - | - |
| ------- | ------- | ------- | ------- | ------- | ------- | - | - | - |
| 577 941 | 579 257 | 576 688 | 578 640 | 580 701 | 575 674 | - | - | - |

## Administration
La province est administrée par un préfet (en turc : vali).

## Subdivisions
La province est divisée en 13 districts (en turc : ilçe, au singulier).